# アマト・エスカランテ
アマト・エスカランテ（スペイン語: Amat Escalante, 1979年2月28日 - ）は、メキシコの映画監督、脚本家、撮影監督、編集技師、映画プロデューサーである。ヌエーヴォ・シネ・メヒカーノの映画作家のひとりである。

## 人物・来歴
1979年2月28日、メキシコで生まれる。
1999年、アメリカ合衆国カリフォルニア州ロサンゼルスで撮影されたケニー・ジョンストンの短編映画『ルッキング・アウト』の第2助監督を務める。2002年、メキシコのグアナフアト州グアナフアトで短編映画を監督して、映画作家としてデビューする。
2005年には、再度ロサンゼルスで行われたケニー・ジョンストンの短編映画で撮影監督を務めたほか、カルロス・レイガダス監督の『バトル・イン・ヘブン』の助監督をつとめた。さらに自らの監督作『サングレ』を発表して、同作は、同年のフランスの第58回カンヌ国際映画祭の「ある視点」部門にノミネートされて国際映画批評家連盟賞を受賞、ギリシアのテサロニキ国際映画祭で「銀のアレクサンダー賞」を受賞、第18回東京国際映画祭のコンペティション部門で上映された。翌2006年にスロバキアのブラチスラヴァ国際映画祭で監督賞を受賞、メキシコシティのメキシコシティ国際現代映画祭（FICCO）で第一作部門でフェスティヴァル賞を受賞した。
2008年に発表した長編第2作『よそ者』は、同年のブラチスラヴァ国際映画祭で監督賞と学生審査員賞の2冠を獲得、アルゼンチンのマール・デル・プラタ国際映画祭では最優秀イベロアメリカ賞を受賞、モレリア国際映画祭では長編映画賞を受賞、スペインのシッチェス・カタロニア国際映画祭ではニューヴィジョンコンペティション部門で最優秀作品賞を受賞した。
2013年には、『エリ』で第66回カンヌ国際映画祭の監督賞を受賞した。
2016年には、『触手』で第73回ヴェネツィア国際映画祭の銀獅子賞を受賞した。

## フィルモグラフィ

### 短編映画
- Looking Out （1999年、第2助監督）
- Amarrados （2002年、監督・脚本・撮影・製作）
- The Legend of Pete Jones（2005年、撮影）

### 長編映画
- 『バトル・イン・ヘブン』 - Batalla en el cielo （2005年、助監督。日本では劇場未公開。第22回東京国際映画祭にて上映。）
- 『サングレ』 - Sangre （2005年、監督・脚本・編集・製作。日本では劇場未公開。第18回東京国際映画祭にて上映。）
- 『よそ者』 - Los bastardos （2008年、監督・脚本・編集・製作。*日本では劇場未公開。第6回スペイン・ラテンアメリカ映画祭にて上映[1]。）
- 『エリ』 - Heli （2013年、監督・脚本。日本では劇場未公開。第26回東京国際映画祭にて上映。）
- 『触手』 - La región salvaje （2016年、監督・脚本。日本では2018年劇場公開。）

### テレビドラマ
- 『ナルコス: メキシコ編』(2018年-2020年、6エピソードの監督)